# Simon Dupuis
Pour les articles homonymes, voir Dupuis.
Simon Dupuis est un dessinateur de bande dessinée et illustrateur québécois, né le 11 avril 1971 à Joliette.

## Biographie
Après avoir interrompu ses études de graphisme, il travaille en tant qu'illustrateur, peintre et muraliste. Son médium de prédilection est l'aquarelle.
De 1999 à 2003, il conçoit plusieurs illustrations pour la Monnaie Royale Canadienne sur la transition du nouveau millénaire.
Il crée son entreprise L'illustrotteur et collabore à plusieurs campagnes publicitaires. Il propose des ateliers dans le cadre du programme ministériel québécois «La culture à l’école».
De 2010 à 2018, il agit comme galeriste à l'Atelier-Galerie Simon Dupuis de Saint-Jérome pour ensuite ouvrir l'Espace ArtLab, un lieu de création situé dans une ancienne église à Sainte-Sophie.
À partir de 1994, il publie ses bandes dessinées dans divers fanzines québécois de science-fiction et fantastique, tels Imagine... et Exil. Il deviendra par la suite co-éditeur et distributeur d'Exil où il publie son premier projet, les aventures du hockeyeur Thierry La Frappe scénarisées par Philippe Trottier dans les numéros 2 et 3. C'est également dans Exil que Simon Dupuis crée le personnage de Cyprien Cornéen, surnommé Le Pelleteur Givré.
Simon Dupuis est impliqué dans l'association de caricaturistes 1001 Visages et il est membre d'Illustration Québec, un organisme qui regroupe et soutient les illustrateurs et illustratrices du Québec.

## Œuvres

### Publication
- Don't start the revolution without smiling Stan Lee , 1991)
- La Porte d’Ishtar - La Nuit des masques, scénario d'Alain Paris. Éditions Les Humanoïdes Associés, coll. « Dédales », 1994, 48 pages[7]
- La Porte d’Ishtar - Le Masque de chair, scénario d'Alain Paris. Éditions Les Humanoïdes Associés, coll. « Dédales », 1994, 48 pages
- Raconte-moi les Nordiques, texte de Albert Ladouceur. Éditions Petit Homme, 1995, 144 pages[8]
- Carey Price, texte de Jean-François Chaumont, Éditions Petit Homme (Québécor), 2015, 139 pages[9]
- Les Xorois au secours de la Terre, texte de Véronique St-Onge et Naëllie Boudreault, Éditions Kata, 2021, 192 pages[10]
- Le Maple man raconte, texte de René Turmel. Éditions La Grande Coulée, 2022, 32 pages[11]
- The Red Bottle, texte de Phil Brill, illustration de la couverture, non-daté. 200 pages[12]

### Animation
- The legend of White Fang, concepteur de fond de couleur, 1992, 10 épisodes[13]
- La vieille dame et les pigeons, assistant animateur, 1998. court-métrage[14]
- Bob Morane, maquettiste et illustrateur, 1998. 26 épisodes[15]
- Papillon & Mamillon, Storyboard, 2005. 1 épisode[16]

### Expositions
- «Héros en séquences» (Maison Rodolphe-Duguay, 2010)[17].
- Il expose régulièrement à la galerie du Manoir de Morin-Heights (Laurentides)[18].